# Chiesa di Santa Maria della Neve al Colosseo
La chiesa di Santa Maria della neve (ad nives) è una chiesa di Roma, nel rione Monti, in via del Colosseo, all'incrocio con via del Cardello.

## Storia e descrizione
È oscura l'origine di questa chiesa. Secondo l'Armellini (op. cit. p. 142) la chiesa è menzionata già nel XII secolo, fu chiesa parrocchiale e poi divenne semplice beneficio ecclesiastico di proprietà del cardinale di San Pietro in Vincoli. Altrettanto oscuro è il nome: la chiesa è conosciuta sia col nome di Sant'Andrea de Tabernula che con quello di Sant'Andrea de Portugallo.
Sull'origine della chiesa e del nome l'Armellini scrive:
(Armellini, op. cit., p. 142)
Nel 1607 l'edificio fu concesso all'Università dei Rigattieri, i quali lo riedificarono a loro spese. Incerto è l'architetto che riedificò la chiesa in stile barocco: forse fu Francesco Fontana. Dopo la Rivoluzione francese la chiesa fu affidata alla confraternita di Santa Maria della Neve: è in quest'epoca che la chiesa cambia nome ed assume quello attuale.
L'interno si presenta a navata unica, con tre altari e pitture del XVII secolo: sull'altare di destra il Battesimo di Gesù; sull'altare maggiore, l'Assunzione; su quello di sinistra, San Francesco e Santa Chiara.
Oggi la chiesa è un luogo sussidiario di culto della parrocchia di Santa Maria ai Monti, ed è luogo di preghiera dalla Comunità di Sant'Egidio.